# پوسته‌قاسم
پوسته‌قاسم (به لاتین: Püstəqasım) یک منطقه مسکونی در جمهوری آذربایجان است که در شهرستان قوبا واقع شده‌است. پوسته‌قاسم ۱۸۴۱ نفر جمعیت دارد.